# Hamburg Blue Devils
Hamburg Blue Devils (w skrócie HBD) – niemiecki klub futbolu amerykańskiego założony w 1992 roku, grający w German Football League.

## Historia
W 1991 po fuzji dwóch hamburskich klubów Hamburg Dolphins i Harburg Rubberducks powstała drużyna Hamburg Hornets. W 1992 klub zmienił nazwę na Hamburg Blue Devils. Do 1993 Blue Devils grali jako Independent Team (klub bez ligi) w meczach sparingowych przeciwko innym klubom europejskim, tak zwanych „Schweppes Cool Masters”.
Pod koniec 1993 roku, prezydent klubu Axel Gernert założył Football League of Europe, półzawodową ligę futbolu amerykańskiego, w której grało osiem drużyn europejskich. Po przegranej w pierwszym finale FLE, Blue Devils wycofali się z ligi i wstąpili do Niemieckiego Związku Futbolu Amerykańskiego AFVD. W pierwszym sezonie w GFL, Blue Devils przegrali w German Bowl z Düsseldorf Panther. W drugiej połowie lat 1990. klub był najsilniejszym finansowo, europejskim klubem futbolu amerykańskiego.
W marcu 2009 klub ogłosił upadłość finansową i został zdegradowany do 3. ligi. W sezonie 2009 Blue Devils wygrali wszystkie mecze w zasadniczym sezonie 3. ligi, jednak w barażach przegrali dwukrotnie z Mönchengladbach Mavericks i nie awansowali do GFL 2. Awans zapewnili sobie w sezonie 2010. 1 stycznia 2011 Blue Devils zostali sekcją klubu sportowego Hamburger SV.
W 2011 roku drużyna awansowała do GFL. W 2013 roku rozwiązano umowę z HSV. W 2014 z powodów finansowych drużyna męska została rozwiązana. W 2015 powołano nową drużynę seniorów, która wystąpi w 5. lidze.
Cheerleaderką drużyny na początku lat 1990-tych była piosenkarka Jasmin Wagner.

## Sukcesy
- Eurobowl – 1996, 1997, 1998
- Mistrz Niemiec – 1996, 2001, 2002, 2003
- Football League of Europe – wicemistrz 1994
- Charity Bowl – 1995 20:0 vs. Saint Xavier University, pierwsze w historii zwycięstwo drużyny europejskiej z drużyną amerykańskiego uniwersytetu

## Charity Bowls

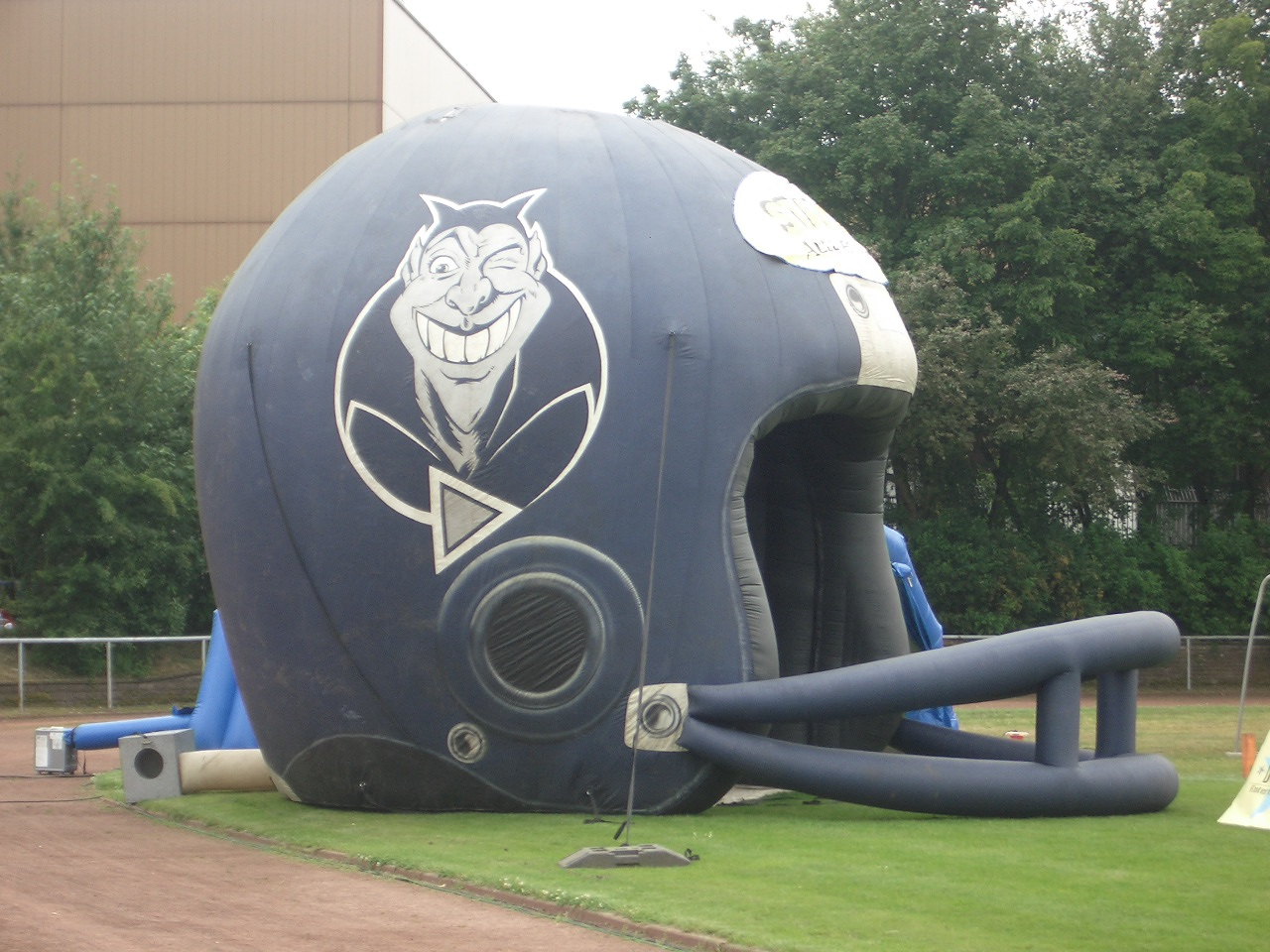

W latach 1990. drużyna rozgrywała mecze na cele charytatywne z drużynami amerykańskich uniwersytetów. Zwycięstwo w 1995 było pierwszym w historii zwycięstwem drużyny europejskiej z drużyną amerykańskiego college’u.
| Rok  | Gospodarz                        | Gość                               | Wynik | Widzów |
| 1993 | Hamburg Blue Devils              | Pacific Lutheran Lutes             | 18-42 | 15.200 |
| 1993 | Findlay Oilers                   | Hamburg Blue Devils                | 28-7  | 5.950  |
| 1994 | Hamburg Blue Devils              | Findlay Oilers                     | 14-21 | 11.000 |
| 1995 | Hamburg Blue Devils              | St. Xavier Cougars                 | 20-0  | 10.000 |
| 1996 | Hamburg Blue Devils              | Illinois Wesleyan Titans           | 7-37  | 14.200 |
| 1997 | Hamburg Blue Devils              | Benedictine Ravens                 | 18-13 | 11.400 |
| 1997 | Florida State Seminoles (alumni) | Hamburg Blue Devils                | 20-15 | ?      |
| 1998 | Hamburg Blue Devils              | US Allstars                        | 17-10 | 10.700 |
| 1999 | Hamburg Blue Devils              | Kristianstad C4 Lions (Szwecja)    | 72-0  | 6.700  |
| 2000 | Hamburg Blue Devils              | Notre Dame Fighting Irish (alumni) | 10-14 | 18.500 |

## German Bowls
Drużyna osiem razy grała w German Bowl:
| Bowl  | Data                 | Mistrz              | Wicemistrz          | Wynik        | Miasto    | Widzów |
| XVII  | 16 września 1995     | Düsseldorf Panther  | Hamburg Blue Devils | 17-10        | Brunszwik | 12.125 |
| XVIII | 5 października 1996  | Hamburg Blue Devils | Düsseldorf Panther  | 31-12        | Hamburg   | 19.700 |
| XX    | 3 października 1998  | Braunschweig Lions  | Hamburg Blue Devils | 20-14        | Hamburg   | 22.100 |
| XXI   | 9 października 1999  | Braunschweig Lions  | Hamburg Blue Devils | 25-24        | Hamburg   | 30.400 |
| XXIII | 6 października 2001  | Hamburg Blue Devils | Braunschweig Lions  | 31-13        | Hanower   | 23.193 |
| XXIV  | 12 października 2002 | Hamburg Blue Devils | Braunschweig Lions  | 16-13        | Brunszwik | 21.097 |
| XXV   | 11 października 2003 | Hamburg Blue Devils | Braunschweig Lions  | 37-36 (p.d.) | Wolfsburg | 20.517 |
| XXVII | 8 października 2005  | Braunschweig Lions  | Hamburg Blue Devils | 31-28        | Hanower   | 19.512 |